# Funkadelic
Funkadelic war eine afroamerikanische Funkband, die in den 1970er und 1980er Jahren erfolgreich war. Zu ihren Mitgliedern gehörte u. a. der Funkbassist Bootsy Collins und der Gitarrist DeWayne McKnight, der auch musikalischer Direktor war.

## Bandgeschichte

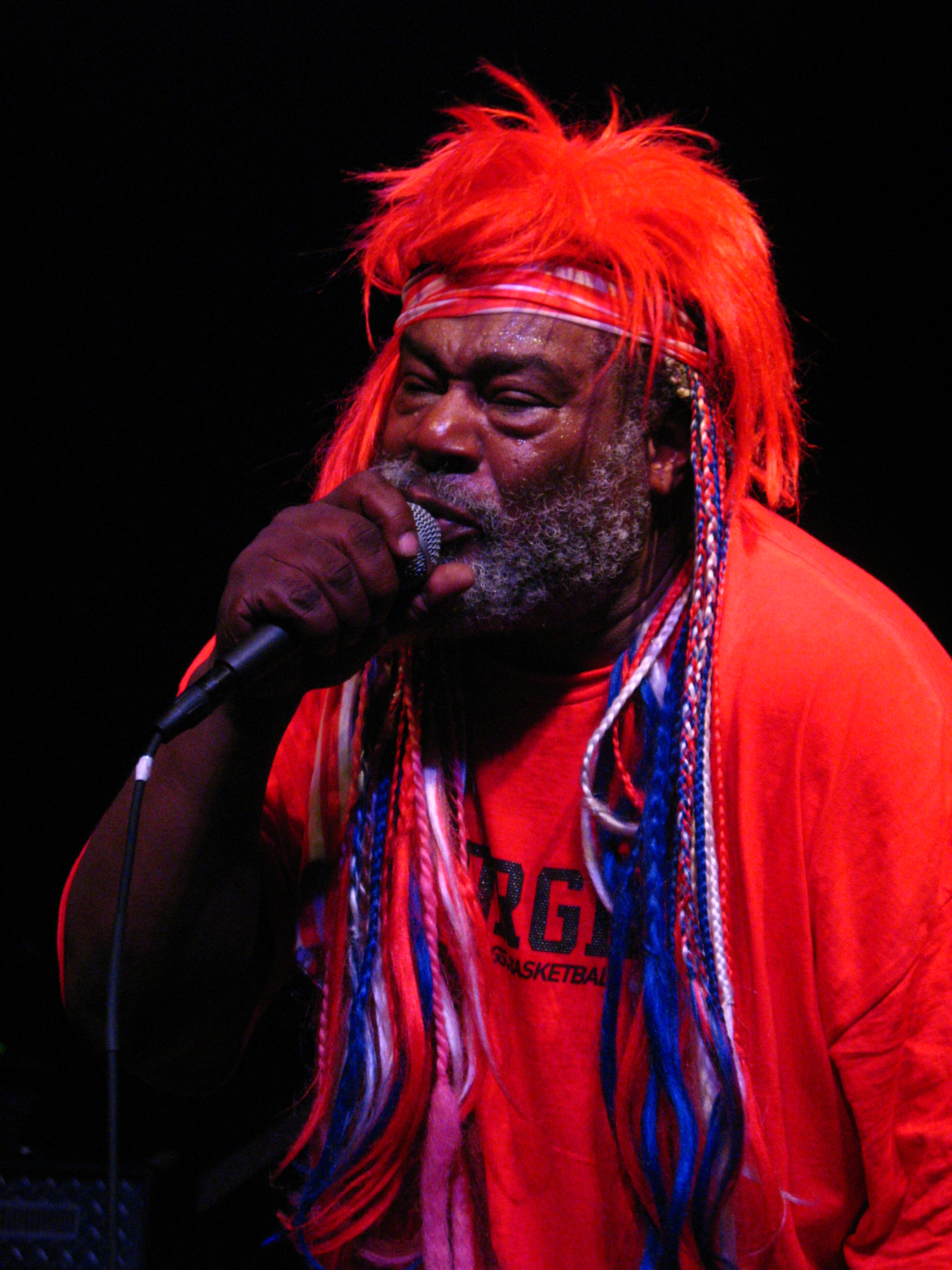
George Clinton (2007)

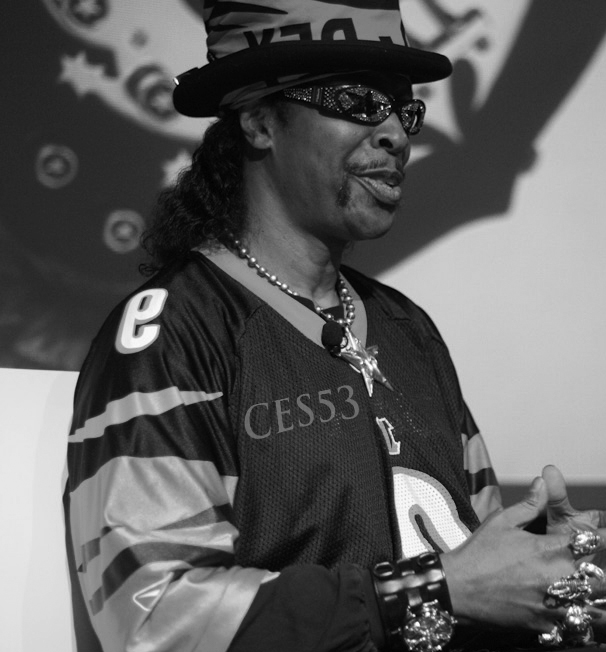
Bootsy Collins

Ursprünglich war Funkadelic die Hintergrundband für The Parliaments, eine Vokalgruppe um den Begründer George Clinton, die sich später Parliament nannte. Im Rahmen der Namensschwierigkeiten um die Gruppe (ca. 1969) benannte sie sich im Zuge der psychedelischen Mode Ende der 1960er Jahre stilgerecht um und praktizierte einen anderen Musikstil, bis der Name Parliament wieder benutzt werden durfte. Ab diesem Zeitpunkt existierten beide Gruppen, Parliament und Funkadelic, gleichzeitig und brachten bei verschiedenen Labels Veröffentlichungen heraus, was in den 1970er Jahren absolut unüblich war. Ende der 1970er Jahre führte diese Veröffentlichungspolitik zu zahlreichen, miteinander verbundenen Gerichtsprozessen, die schließlich die inoffizielle Auflösung dieser Band zur Folge hatten (Teile davon wurden unter anderem als P-Funk All Stars wiederbelebt). Die letzte Langspielplatte By Way of the Drum wurde um 1988 aufgenommen, aber erst 2007 herausgebracht, da die Plattenfirma sich keinen kommerziellen Erfolg davon versprach. Bei allen Veröffentlichungen danach handelte es sich um Best-Ofs, Greatest Hits und dergleichen in immer wieder neuen Kombinationen.
Ansonsten ist die Unterscheidung schwierig, da bei Veröffentlichungen und Live-Auftritten Funkadelic praktisch aus derselben Besetzung wie Parliament bestand. Allerdings war ihr Musikstil mehr am Rock orientiert als bei Parliament. Sie gelten somit als Vorläufer des Funk Rocks bzw. des Crossovers.
1997 wurde die Band in die Rock and Roll Hall of Fame aufgenommen. Der Rolling Stone listete Funkadelic und Parliament auf Rang 58 der 100 größten Musiker aller Zeiten.

## Diskografie

### Studioalben
| Jahr | Titel Musiklabel Katalog-Nr.                                | Höchstplatzierung, Gesamtwochen, AuszeichnungChartplatzierungen (Jahr, Titel, Musiklabel Katalog-Nr., Platzierungen, Wochen, Auszeichnungen, Anmerkungen) | Höchstplatzierung, Gesamtwochen, AuszeichnungChartplatzierungen (Jahr, Titel, Musiklabel Katalog-Nr., Platzierungen, Wochen, Auszeichnungen, Anmerkungen) | Höchstplatzierung, Gesamtwochen, AuszeichnungChartplatzierungen (Jahr, Titel, Musiklabel Katalog-Nr., Platzierungen, Wochen, Auszeichnungen, Anmerkungen) | Anmerkungen |
| Jahr | Titel Musiklabel Katalog-Nr.                                | UK | US | R&B | Anmerkungen |
| ---- | ----------------------------------------------------------- | --- | --- | --- | --- |
| 1970 | Funkadelic Westbound 2000 / 216                             | — | US126 (17 Wo.)US | R&B8 (32 Wo.)R&B | Erstveröffentlichung: 24. Februar 1970 Produzent: George Clinton                                                                              |
| 1970 | Free Your Mind … and Your Ass Will Follow Westbound 2001    | — | US92 (10 Wo.)US | R&B11 (10 Wo.)R&B | Erstveröffentlichung: Oktober 1970 Produzent: George Clinton                                                                                  |
| 1971 | Maggot Brain Westbound 2007                                 | — | US108 (16 Wo.)US | R&B14 (24 Wo.)R&B | Erstveröffentlichung: 12. Juli 1971 Produzent: George Clinton                                                                                 |
| 1972 | America Eats Its Young Westbound 2020                       | — | US123 (154 Wo.)US | R&B22 (9 Wo.)R&B | Erstveröffentlichung: 22. Mai 1972 2 LPs; Produzent: George Clinton                                                                           |
| 1973 | Cosmic Slop Westbound 2022                                  | — | US112 (13 Wo.)US | R&B21 (20 Wo.)R&B | Erstveröffentlichung: 9. Juli 1973 Produzent: George Clinton                                                                                  |
| 1974 | Standing on the Verge of Getting It On Westbound 1001 / 208 | — | US163 (5 Wo.)US | R&B13 (16 Wo.)R&B | Erstveröffentlichung: 29. April 1974 Produzent: George Clinton                                                                                |
| 1975 | Let’s Take It to the Stage Westbound 215                    | — | US102 (16 Wo.)US | R&B14 (13 Wo.)R&B | Erstveröffentlichung: 21. April 1975 Produzent: George Clinton                                                                                |
| 1976 | Tales of Kidd Funkadelic Westbound 227                      | — | US103 (10 Wo.)US | R&B14 (15 Wo.)R&B | Erstveröffentlichung: 21. September 1976 Produzent: George Clinton                                                                            |
| 1976 | Hardcore Jollies Warner Bros. 2973                          | — | US96 (12 Wo.)US | R&B12 (14 Wo.)R&B | Erstveröffentlichung: 29. Oktober 1976 Produzent: George Clinton                                                                              |
| 1978 | One Nation Under a Groove Warner Bros. 3209                 | UK56 (5 Wo.)UK | US16 Platin · (22 Wo.)US | R&B1 (25 Wo.)R&B | Erstveröffentlichung: 4. September 1978 Produzent: George Clinton                                                                             |
| 1979 | Uncle Jam Wants You Warner Bros. 3371                       | — | US18 Gold · (17 Wo.)US | R&B2 (19 Wo.)R&B | Erstveröffentlichung: 21. September 1979 Produzent: George Clinton                                                                            |
| 1981 | Connections & Disconnections LAX 37087                      | — | US151 (4 Wo.)US | R&B45 (8 Wo.)R&B | Erstveröffentlichung: März 1981 Album der Spin-off-Formation ohne Clinton Produzenten: Greg Errico, Fuzzy Haskins, Calvin Simon, Grady Thomas |
| 1981 | The Electric Spanking of War Babies Warner Bros. 3482       | — | US105 (4 Wo.)US | R&B41 (5 Wo.)R&B | Erstveröffentlichung: 14. April 1981 Produzent: George Clinton                                                                                |

Weitere Studioalben
- 2007: By Way of the Drum (Hip-O Select)
- 2008: Toys (Westbound 1121)
- 2014: First Ya Gotta Shake the Gate (3 CDs; The C Kunspyruhzy 003)
- 2015: Shake the Gate Version Excursion (The C Kunspyruhzy 11564)

### Livealben
- 1996: Live: Meadowbrook, Rochester, Michigan – 12th September 1971 (Westbound 1117)

### Kompilationen
| Jahr | Titel Musiklabel Katalog-Nr.              | Höchstplatzierung, Gesamtwochen, AuszeichnungChartplatzierungen (Jahr, Titel, Musiklabel Katalog-Nr., Platzierungen, Wochen, Auszeichnungen, Anmerkungen) | Höchstplatzierung, Gesamtwochen, AuszeichnungChartplatzierungen (Jahr, Titel, Musiklabel Katalog-Nr., Platzierungen, Wochen, Auszeichnungen, Anmerkungen) | Höchstplatzierung, Gesamtwochen, AuszeichnungChartplatzierungen (Jahr, Titel, Musiklabel Katalog-Nr., Platzierungen, Wochen, Auszeichnungen, Anmerkungen) | Anmerkungen                        |
| Jahr | Titel Musiklabel Katalog-Nr.              | UK | US | R&B | Anmerkungen                        |
| ---- | ----------------------------------------- | --- | --- | --- | ---------------------------------- |
| 1975 | Funkadelic’s Greatest Hits Westbound 1004 | — | — | R&B50 (5 Wo.)R&B | Erstveröffentlichung: Februar 1975 |

Weitere Kompilationen
- 1977: The Best of the Early Years Volume One (Westbound 303)
- 1993: Music for Your Mother: Funkadelic 45s (Westbound 1111)
- 1994: Hardcore Funk Jam (Charly 8064)
- 1994: The Best of Funkadelic 1976–1981 (Charly 104)
- 1997: Finest (Westbound 115)
- 1997: Ultimate Funkadelic (Music Club 307)
- 1998: Greatest Hits 1976–1981 / The Very Best of Funkadelic 1976–1981 (Charly 8306)
- 1999: The Best (Neon 34509)
- 1999: Funk Gets Stronger (2 CDs; Recall 2cd 287)
- 2000: The Complete Recordings 1976–81 (Box mit 4 CDs; Charly)
- 2000: Cosmic Slop: Original Recordings from the Masters of Funk! (Castle Pie 193)
- 2000: Suitably Funky (Dressed to Kill / Metrodome 402)
- 2000: The Original Cosmic Funk Crew (Metro Music 025)
- 2003: Motor City Madness: The Ultimate Funkadelic Westbound Compilation (2 CDs; Westbound 2140)
- 2003: Under a Groove (Box mit 3 CDs; Charly 726)
- 2004: Cosmic Funkers (2 CDs; Atom Music 2012)
- 2005: The Whole Funk & Nothing but the Funk: Definitive Funkadelic 1976–1981 (2 CDs; Metro Music 548)
- 2006: The Essential Funkadelic (Mastercuts 12)
- 2009: Standing on the Verge: The Best Of (Westbound 151)

### Singles
| Jahr | Titel Album                                                                 | Höchstplatzierung, Gesamtwochen, AuszeichnungChartplatzierungen (Jahr, Titel, Album, Platzierungen, Wochen, Auszeichnungen, Anmerkungen) | Höchstplatzierung, Gesamtwochen, AuszeichnungChartplatzierungen (Jahr, Titel, Album, Platzierungen, Wochen, Auszeichnungen, Anmerkungen) | Höchstplatzierung, Gesamtwochen, AuszeichnungChartplatzierungen (Jahr, Titel, Album, Platzierungen, Wochen, Auszeichnungen, Anmerkungen) | Höchstplatzierung, Gesamtwochen, AuszeichnungChartplatzierungen (Jahr, Titel, Album, Platzierungen, Wochen, Auszeichnungen, Anmerkungen) | Anmerkungen |
| Jahr | Titel Album                                                                 | UK | US | R&B | Dance | Anmerkungen |
| ---- | --------------------------------------------------------------------------- | --- | --- | --- | --- | --- |
| 1969 | Music for My Mother Funkadelic                                              | — | — | R&B50 (1 Wo.)R&B | — | Erstveröffentlichung: März 1969 Autoren: George Clinton, Billy Nelson, Eddie Hazel                                                                           |
| 1969 | I’ll Bet You Funkadelic                                                     | — | US63 (7 Wo.)US | R&B22 (5 Wo.)R&B | — | Erstveröffentlichung: August 1969 Autoren: George Clinton, Sidney Barnes, Theresa Lindsey                                                                    |
| 1970 | I Got a Thing, You Got a Thing, Everybody’s Got a Thing Funkadelic          | — | US80 (6 Wo.)US | R&B30 (6 Wo.)R&B | — | Erstveröffentlichung: März 1970 Autor: Fuzzy Haskins |
| 1970 | I Wanna Know If It’s Good to You? Free Your Mind … and Your Ass Will Follow | — | US81 (4 Wo.)US | R&B27 (6 Wo.)R&B | — | Erstveröffentlichung: Juli 1970 Autoren: George Clinton, Billy Nelson, Eddie Hazel, Fuzzy Haskins                                                            |
| 1971 | You and Your Folks, Me and My Folks Maggot Brain                            | — | US91 (2 Wo.)US | R&B42 (3 Wo.)R&B | — | Erstveröffentlichung: April 1971 Autoren: George Clinton, Bernie Worrell, Judie Jones                                                                        |
| 1971 | Can You Get to That Maggot Brain                                            | — | US93 (3 Wo.)US | R&B44 (5 Wo.)R&B | — | Erstveröffentlichung: August 1971 Autoren: George Clinton, Ernie Harris                                                                                      |
| 1972 | A Joyful Process America Eats Its Young                                     | — | — | R&B38 (4 Wo.)R&B | — | Erstveröffentlichung: August 1972 Autoren: George Clinton, Bernie Worrell                                                                                    |
| 1973 | Loose Booty America Eats Its Young                                          | — | — | R&B49 (3 Wo.)R&B | — | B-Seite von A Joyful Process Autoren: George Clinton, Harold Beane                                                                                           |
| 1974 | Standing on the Verge of Getting It On                                      | — | — | R&B27 (15 Wo.)R&B | — | Erstveröffentlichung: Mai 1974 Autor: George Clinton |
| 1975 | Red Hot Momma Standing on the Verge of Getting It On                        | — | — | R&B73 (8 Wo.)R&B | — | Erstveröffentlichung: Februar 1975 Autoren: George Clinton, Bernie Worrell, Eddie Hazel                                                                      |
| 1975 | Better by the Pound Let’s Take It to the Stage                              | — | US99 (3 Wo.)US | — | — | Erstveröffentlichung: Oktober 1975 Autoren: George Clinton, Grace Cook                                                                                       |
| 1976 | Let’s Take It to the Stage                                                  | — | — | R&B89 (5 Wo.)R&B | — | Erstveröffentlichung: Juli 1976 Autoren: George Clinton, Bootsy Collins, Garry Shider                                                                        |
| 1976 | Undisco Kidd Tales of Kidd Funkadelic                                       | — | — | R&B30 (12 Wo.)R&B | — | Erstveröffentlichung: September 1976 Autoren: George Clinton, Bootsy Collins, Bernie Worrell                                                                 |
| 1977 | Comin’ Round the Mountain Hardcore Jollies                                  | — | — | R&B54 (8 Wo.)R&B | — | Erstveröffentlichung: Januar 1977 Autoren: George Clinton, Grace Cook                                                                                        |
| 1977 | Smokey Hardcore Jollies                                                     | — | — | R&B96 (3 Wo.)R&B | — | Erstveröffentlichung: März 1977 Autoren: George Clinton, Garry Shider                                                                                        |
| 1978 | One Nation Under a Groove                                                   | UK9 (12 Wo.)UK | US28 Gold · (14 Wo.)US | R&B1 (25 Wo.)R&B | Dance31 (2 Wo.)Dance | Erstveröffentlichung: Juli 1978; Rock & Roll Hall of Fame Platz 474 der Rolling Stone 500 (Liste 2004) Autoren: George Clinton, Garry Shider, Junie Morrison |
| 1979 | Cholly (Funk Getting Ready to Roll!) One Nation Under a Groove              | — | — | R&B43 (7 Wo.)R&B | — | Erstveröffentlichung: Januar 1979 Autoren: George Clinton, Bootsy Collins, Junie Morrison                                                                    |
| 1979 | (Not Just) Knee Deep Uncle Jam Wants You                                    | — | US77 (4 Wo.)US | R&B1 (20 Wo.)R&B | Dance43 (12 Wo.)Dance | Erstveröffentlichung: August 1979 Autor: George Clinton |
| 1979 | Uncle Jam Uncle Jam Wants You                                               | — | — | R&B53 (8 Wo.)R&B | — | Erstveröffentlichung: November 1979 Autoren: George Clinton, Bootsy Collins, Garry Shider, Bernie Worrell                                                    |
| 1981 | Connections and Disconnections Connections & Disconnections                 | — | — | R&B68 (12 Wo.)R&B | — | Erstveröffentlichung: Januar 1981 Single der Spin-off-Formation ohne Clinton                                                                                 |
| 1981 | The Electric Spanking of War Babies                                         | — | — | R&B60 (6 Wo.)R&B | — | Erstveröffentlichung: Januar 1981 Autoren: George Clinton, Junie Morrison, Barbarella Bishop                                                                 |
| 1996 | Gettin’ It Gettin’ It (Album Number Ten)                                    | — | US68 (10 Wo.)US | R&B49 (14 Wo.)R&B | — | Erstveröffentlichung: August 1996 Too Short feat. Parliament-Funkadelic Autoren: George Clinton, Belita Woods, Gary Mudbone Cooper, Todd Shaw                |

grau schraffiert: keine Chartdaten aus diesem Jahr verfügbar
Weitere Singles
- 1971: Hit It and Quit It
- 1973: Cosmic Slop
- 1981: Shockwaves
- 1989: By Way of the Drum
- 1999: We Are Family 2000 (Trig feat. Funkadelic)
- 2015: First Ya Gotta Shake the Gate (Samplecopydupeitandloopittostupid Mix) (mit Soul Clap feat. Sly Stone on the Keys)
- 2015: Ain’t That Funkin Kind of Hard on You? (Louie Vega Remix)
- 2017: Can’t Shake It Loose

### Videoalben
- 1998: The Mothership Connection (mit George Clinton und Parliament; Gravity Limited 3014)
- 2005: Live at Montreux 2004 (mit George Clinton und Parliament; Eagle 20074)